# Лестене
Ле́стене (латис. Lestene) — село в Латвії, Тукумський край, Лестенська волость. Адміністративний центр волості. Розташоване на березі річки Лестене. Історичний центре Лештенського маєтку. Населення — 246 осіб (2015).

## Назва

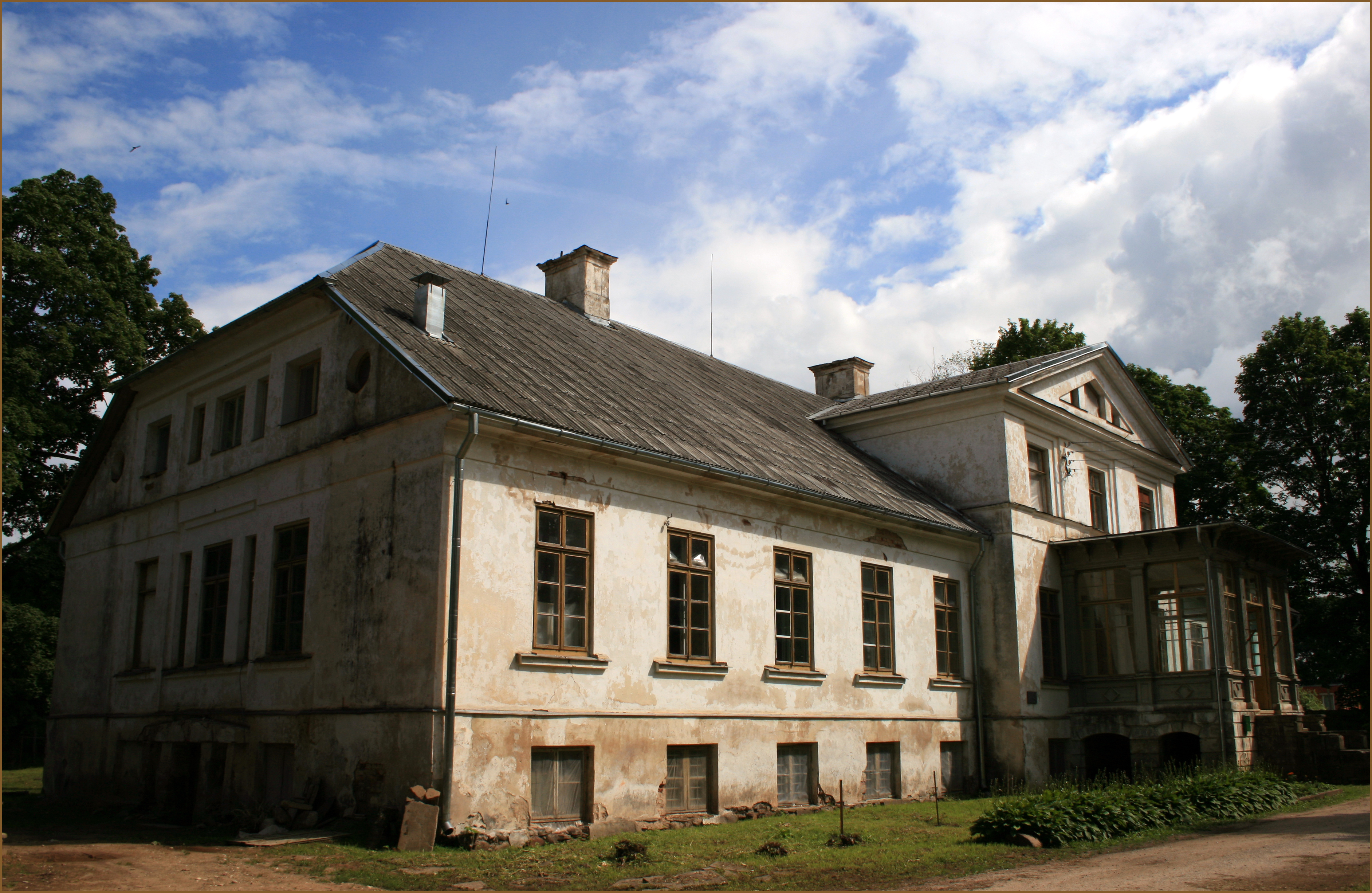
Лестенська садиба.

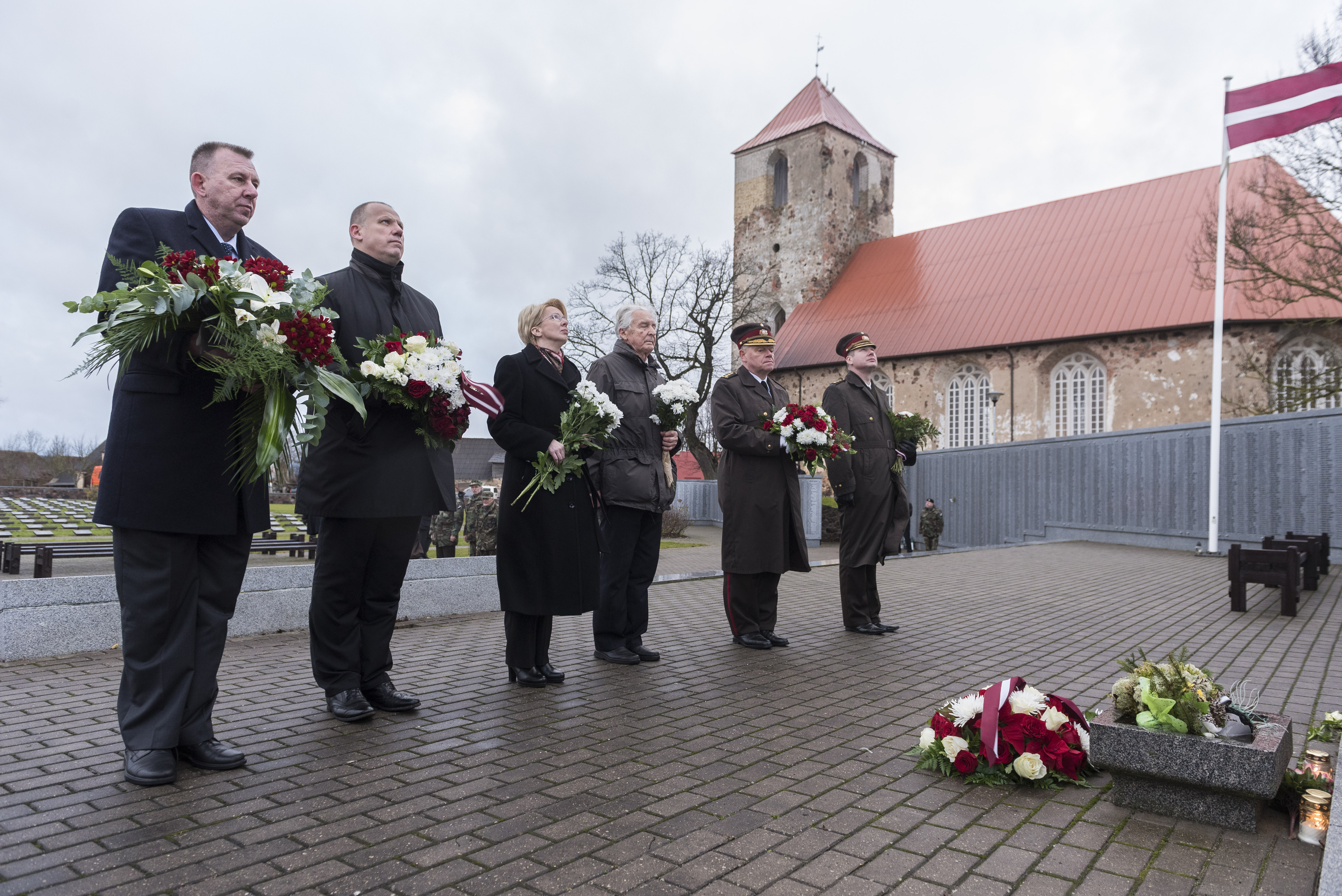
Вшануваня героїв у Лестене.

- Ле́стене (латис. Lestene) — сучасна латвійська назва.
- Ле́стен, або Ле́штен (нім. Lesten) — історична німецька назва до 1918 року.

## Географія
Лестене розташоване на березі річки Лестене, за 24 км від Тукумса і 72 км від Риги.

## Історія
Лестене виникло як поселення при Лештенському маєтку. Від 1576 року ним володіла німецька родина фон дер Реке. Осердям маєтку була Лестенська садиба, біля якої була збудована лютеранська церква.
Після проголошення Латвійської незалежності в 1918 році село отримало латвійську назву.
Під час Другої світової війни в районі Лестене тривали бої між радянськими загарбниками і латиськими легіонерами СС. 934 легіонери поховані у цьому селі; на їх честь споруджено пам'ятник Батьківщина-Латвія. Перший хрест для вшанування загиблих захисників було споруджено 8 травня 1997 року, а 5 листопада 2000 року на базі меморіалу відкрився військовий цвинтар Збройних сил Латвії.
У радянську добу в Лестені діяв колгосп «Лестене» і сільська рада. Тут були збудовані дитячий садок, лікарня, бібліотека.

## Пам'ятки
- Лестенська садиба — центр Лестенського маєтку, пам'ятка архітектури національного значення.
- Лестенська лютеранська церква — пам'ятка архітектури національного значення.
- Братський цвинтар і монумент легіонерів — пам'ятник оборонцям Латвії від радянської агресії.

## Населення
У 2015 році населення Лестене становило 246 осіб.

## Персоналії

### Уродженці
- Карл-Фердинанд фон Оргіс-Рутенберг (1741—1801) — останній курляндський ландгофмейстер.